# Voir un ami pleurer
Voir un ami pleurer est une chanson emblématique du chanteur belge Jacques Brel. 
Le titre est sorti en 1977, sur la face B de l'album Les Marquises.
La chanson a été reprise par de nombreux artistes, dont Dan Bigras, Luce Dufault, Garou, Maurane, Juliette Gréco, Lara Fabian, Diane Tell, Arno, Stephan Eicher (sur l'album Aux suivant(s)), Momus ou Jeff Bodart.